# 柳家獅堂
柳家 獅堂（やなぎや しどう、1964年8月24日 - ）は、日本の落語家。落語協会所属の真打。紋は『唐獅子牡丹』。出囃子は『フニクリ・フニクラ』。本名∶田牧 康夫。

## 来歴
東京都新宿区上落合出身。1992年、5代目鈴々舎馬風に27才で入門する。前座名は遅い年齢で入門した獅堂が年下の先輩に呼び捨てにされてもいいように「番頭」とするはずが大師匠5代目柳家小さんにより鈴々舎 馬頭となる。
1995年、二ツ目に昇進し、柳家 風太郎と改名。
2006年、林家久蔵、柳家三三、6代目柳亭左龍、3代目柳家甚語楼とともに真打に昇進し、柳家獅堂と改名する。

## 人物
- レピツシュ杯らくごらしき部門動物占いでゴールドチータ賞を受賞。
- 落語界の浪漫派を名乗る[1]。
- 演目は、おもに「ラック GO」という漫談ネタをかける。
- フラミンゴなどが描かれた独特の柄の着物に白眼鏡が特徴。
- 現在は落語での目立った活動がないがTwitterでの反ワクチンなどの発言が際立っている。
- 落語協会の総会で「協会はフリーメイソンに勧誘されているのか」と質問をして会場を凍り付かせた。
- 五明楼玉の輔曰く
  - 「わけのわからない男」。
  - いつも突拍子のない格好をしている。
  - もちろん着物も変。
- 落語協会夏の寄り合いで、いっしょにいるのも恥ずかしくなるような協会と全く関係のないバカ浴衣で登場（玉の輔談）。
  - しかも、浅草寺での記念撮影で一番目立つように落語協会の旗の横に陣取る。
  - しかし、出来上がって協会員に配られた集合写真の獅堂の浴衣は何故か協会の揃いのものになっている。
  - 実はあまりの酷さに怒った事務局長が獅堂の浴衣の上に合成で協会浴衣をはめ込んだのである。

## 弟子

### 元弟子
- 柳家かゑる - 2019年7月、6代目柳家小さん門下に移籍[4]